# Sceloporus orcutti
Sceloporus orcutti (гранітна колюча ігуана) — вид ігуаноподібних ящірок родини фриносомових (Phrynosomatidae). Мешкає в Сполучених Штатах Америки і Мексиці. Вид названий на честь американського натураліста Чарльза Рассела Оркатта.

## Опис
Довжина гранітних колючих ігуан без врахування хвоста становить 7,6-10,8 см, разом з хвостом — до 28,9 см. Луски кілеподібні, що надає ящіркам колючого вигляду. Посередні спини у них проходить широка пурпурова смуга. У самців гранітних колючих ігуан луски на тілі жовтувато-зелені, посередні сині, на горлі і грудях у них є темно-сині плями. У молодих особин і самиць на тілі і хвості є помітні жовтувато-коричневі поперечні смуги.

## Поширення і екологія
Гранітні колючі ігуани мешкають на півдні Каліфорнії (на південь від північної сторони перевала Сан-Горгоніо) та на більшій частині Каліфорнійського півострова в штатах Баха-Каліфорнія і Баха-Каліфорнія-Сур (за винятком південного заходу і півдня півострова), а також на низці островів в Каліфорнійській затоці. Вони живуть серед гранітних скель в заростях чапаралю, на порослих дубовими і сосновими лісами гірських схилах, в скелястих каньйонах, в сосново-ялівцевих лісах і мескітових заростях. Зустрічаються на висоті до 2130 м над рівнем моря. Відкладають яйця.